# Iliana Biridakis
Iliana Biridakis, född 29 september 1959, är en jordansk bågskytt. Hon deltog vid olympiska sommarspelen 1988.